# Собор Святого Кирила Туровського (БАПЦ)
Катедральний Собор Святого Кирила Туровського (БАПЦ) — катедральний собор Білоруської автокефальної православної церкви, розташований у Брукліні (США).

## Історія
Парафія була створена у 1950 році білоруськими політичними емігрантами, які виїхали з Білорусі під час Другої світової війни. На початках свого існування парафія винаймала приміщення у районі Східний Нью-Йорк у Брукліні. У 1951 році, після приїзду єпископа Василя, була досягнута домовленість з парафією Святої Трійці Карпато-Руської православної церкви, яка знаходилась на Манхеттені. Там білоруси відправляли спільні літургії, які відбувалися до 1956 року.
У 1956 році, після смерті настоятеля парафії Святої Трійці, парафіяни парафії Святого Кирила Туровського були змушені знову почати винаймати приміщення для богослужінь. Одночасно з цим був початий процес збору пожертв для купівлі власного приміщення. У 1956 році був знайдений та придбаний будинок сучасної катедри. Будівля потребувала негайного капітального ремонту, який був зроблений самими парафіянами. 3 листопада 1957 року у катедрі відбулась перша урочиста Служба Божа.
25 липня 2021 року собор відвідала білоруський політик Світлана Тихановська.

## Життя парафії
Станом на 2012 рік парафія мала власну актову залу для громадських заходів, бібліотеку, сестритство та недільну школу.